# 波克羅夫卡 (沃茲涅先斯克區)
47°21′13″N 31°31′22″E / 47.35361°N 31.52278°E
波克羅夫卡（烏克蘭語：Покровка），是位於烏克蘭南部的村莊，由尼古拉耶夫州沃茲涅先斯克區的韋塞利諾韋市鎮負責管轄。該村始建於1771年，面積3.13平方公里，海拔高度1米，2001年人口1,027，人口密度每平方公里328.12人。